# Mindelzell
Mindelzell ist ein Gemeindeteil von Ursberg im schwäbischen Landkreis Günzburg in Bayern.

## Lage
Das Pfarrdorf an der Kleinen Mindel liegt circa vier Kilometer südlich von Ursberg, am Osthang des Mindeltales und an den Kreisstraßen GZ 7 und GZ 8.

## Geschichte
Ende des 12. Jahrhunderts schenkte eine Hiltrudis von Zell dem Kloster Ursberg ein Gut in Mindelzell. Nach einer Besitzbestätigung um 1209 kam auch die Kirche in Mindelzell in den Besitz des Klosters Ursberg. Bis 1384 besaß das Kloster Ursberg in Mindelzell viele Anwesen. 1471 wurde der Ort vom Kloster verkauft und 1536 wieder zurückgekauft, wo er bis zur Säkularisation im Jahr 1803 verblieb.
Am 1. Juli 1972 wurde die zuvor selbständige Gemeinde Mindelzell im Zuge der Gemeindegebietsreform nach Ursberg eingegliedert.

## Sehenswürdigkeiten
- Katholische Pfarr- und Wallfahrtskirche Heilig Kreuz, erbaut 1749/50

Siehe auch Liste der Baudenkmäler in Mindelzell